# Chute Boxe
La Chute Boxe Academy est une académie d'arts martiaux mixtes (MMA) basée à Curitiba au Brésil.
Elle a été fondée en 1978 comme académie de muay-thaï, mais son directeur Rudimar Fedrigo ajouta dans le programme dès 1991 des cours de jiu-jitsu brésilien, puis toutes les bases des arts martiaux mixtes. En 1995, l'équipe de la Chute Boxe était considérée comme l'une des meilleures équipes de MMA, avec la Brazilian Top Team,.
Les combattants de la Chute Boxe se caractérisent par leur arsenal technique très complet ne négligeant aucun aspect du combat debout ou au sol et leur dynamisme et leur agressivité lors des combats.

## Liste des personnes combattant ou ayant combattu pour la Chute Boxe
- Anderson Silva, champion des poids moyens de l'UFC et du Cage Rage [4].
- Charles Oliveira, champion des poids légers de l’UFC, ce dernier a même « Chute Boxe Diego Lima» tatoué sur la nuque[5],[6].
- Wanderlei Silva, champion des poids moyens du Pride Fighting Championships.
- Maurício Rua, champion des poids lourds léger de l'UFC, vainqueur du tournoi des poids moyens du Pride FC en 2005.
- Jorge Patino.
- Cristiano Marcello.
- Rafael Cordeiro[7].
- Ulisses Pereira.
- Jose Landi.
- Murilo Rua.
- Nino Schembri.
- Daniel Acacio.
- Jean Silva.
- Jadson Costa.
- Gildo Lima.
- Luiz Azeredo.
- Assuerio Silva.
- Thiago Anderson Ramos da Silva.
- Dida.
- Fabio Silva.
- Evangelista Santos.
- Kazushi Sakuraba, ancien rival de Wanderlei Silva, passé par Chute Boxe en préparation de son combat contre Ken Shamrock.
- Fabricio Werdum, champion des poids lourds de l'UFC, champion du monde de JJB.
- Cristiane Justino, championne des poids plumes de l'UFC, championne des poids plumes du Strikeforce et championne des poids plume de l'Invicta Fighting Championships.